# Eomysticetidae
Eomysticetidae — родина вимерлих містицетів, що належать до Chaeomysticeti (беззубі). Це одна з двох родин у базальній кладі хеомістетів Eomysticetoidea (інша — Cetotheriopsidae).

## Палеобіологія
Як члени Chaeomysticeti, еомістетиди використовували свої вусаті пластини для фільтрації криля та інших планктонних організмів. Жирова подушечка на нижньощелепному каналі свідчить про те, що еомістетиди чули під водою.